# كمثرى ثيودوروفي
كمثرى ثيودوروفي (الاسم العلمي: Pyrus theodorovii) هو نوع نباتي يتبع جنس الكمثرى من الفصيلة الوردية.